# 27087 Tillmannmohr
27087 Tillmannmohr (1998 UA15) là một tiểu hành tinh vành đai chính được phát hiện ngày 24 tháng 10 năm 1998 bởi J. Ticha và M. Tichy ở Klet.